# Pico Destacamento
Der Pico Destacamento ist ein Berg auf Half Moon Island im Archipel der Südlichen Shetlandinseln. Er ragt auf dem Punta Curva auf.
Argentinische Wissenschaftler benannten ihn nach der in Argentinien geläufigen Bezeichnung für eine Forschungsstation, da sich die argentinische Cámara-Station in unmittelbarer Nähe befindet.